# 池田三四郎
池田 三四郎（いけだ さんしろう、1909年（明治42年）5月30日 - 1999年（平成11年）12月15日）は、日本の木工家。

## 経歴
1909年、長野県松本市に生まれる。旧制松本中学校（現・長野県松本深志高等学校）を経て、1932年、東京高等工芸学校（現・千葉大学工学部）写真科卒業。
1938年、東京で建築写真業「三六工房」を始める。1944年、中央構材工業会社（後の松本民芸家具）設立に参加。
1948年、柳宗悦に師事し、民藝運動に参加。柳の「用の美」の思想を実践。飛騨山脈に自生するミズメ桜、欅などを用いて、松本で指物師に受け継がれていた技術を生かす。その丈夫さは、「スクラップアンドビルド」の風潮に抵抗するもので、和家具にヨーロッパや李朝の家具の技術を取り入れた作品で知られる。

## 著書
- 「松本民芸家具」 東峰書房 （昭和41年）
- 「信州の石仏」 東峰書房 （昭和42年）
- 「山麓雑記」 東峰書房 （昭和43年）
- 「松本民芸生活館」 東峰書房 （昭和46年）
- 「木の民芸」 文化出版局 （昭和47年）
- 「民芸の家具」 東峰書房 （昭和48年）
- 「石の民芸」 文化出版局 （昭和49年）
- 「金の民芸」 文化出版局 （昭和52年）
- 「信州の伝統工芸」 信濃毎日新聞社 （昭和54年）（共著）
- 「通俗民芸論」 創生記 （昭和54年）
- 「三四郎の椅子」 文化出版局 （昭和57年）
- 「李朝木工」 東峰書房 （昭和58年）
- 「（改訂）信州の石仏」 東峰書房 （昭和60年）
- 「原点民芸」 用美社 （昭和61年）
- 「民芸美論」 用美社 （昭和63年）
- 「松本民芸家具への道」 沖積舎 （平成2年）
- 「民芸遍歴」 郷土出版社 （平成2年）
- 「続 原点民芸」 用美社 （平成2年）
- 「池田三四郎随筆論文集」 沖積舎 （平成5年）
- 「新版 松本民芸家具」 沖積舎 （平成8年）